# Институт социальной антропологии Общества Макса Планка
Институт социальной антропологии Общества Макса Планка (нем. Das Max-Planck-Institut für ethnologische Forschung) — исследовательское учреждение Общества содействия развитию науки Макса Планка в Галле, Германия. 

## Концепция
Институт был основан в 1999 году и исследует этнические группы и нации, используемые критерии структурирования социальной среды, проблемы, возникающие при сочетании социальных критериев при возникновении религий и наций. Институт занимается научными публикациями. В состав института входят три кафедры и исследовательские группы: Кафедру права и этнологии возглавляет бельгийский юрист и антрополог Мари-Клер Фоблетс, Кафедру антропологии, политики и управления возглавляет Урсула Рао, Кафедру антропологии экономического экспериментирования: границы трансформации, возглавляет Бяо Сян.

## Сотрудничество
Тесное сотрудничество осуществляется со следующими учреждениями:
- Центр междисциплинарных региональных исследований (Галле-Виттенбергский университет)
- Институт этнологии (Галле-Виттенбергский университет)
- Институт этнологии (Лейпцигский университет)

- Ассоциация африканских исследований в Германии (Vereinigung für Afrikawissenschaften in Deutschland)
- Немецкое общество этнологии (Deutsche Gesellschaft für Völkerkunde)
- Виртуальная специализированная библиотека по этнологии (Virtuelle Fachbibliothek Ethnologie – EVIFA)

## Структура
В институте работает 129 сотрудников, в том числе 28 учёных, 49 молодых учёных, 8 сторонних сотрудников и 16 приглашённых учёных (по состоянию на 2006 год).

## Споры относительно приглашения Нормана Финкельштейна
В январе 2017 года Мари-Клер Фоблетс, заведующая кафедрой «Право и этнология», пригласила американского политолога Нормана Финкельштейна в качестве приглашённого учёного. Приглашение вызвало протесты со стороны антифашистских групп, еврейской общины Галле и других организаций города. Институт Макса Планка обвинили в предоставлении платформы для релятивизации Холокоста, поскольку утверждалось, что Финкельштейн был сторонником Хамаса и Хезболлы.  Кроме того, была поставлена под сомнение научность тезисов Финкельштейна. Федеральное правительство Германии выразило обеспокоенность по поводу возможности распространения антисемитизма и запросило отчет у Общества Макса Планка. Депутаты Бундестага Микаэла Энгельмайер и Фолькер Бек критически высказались о приглашении учёного. Альянс Союз 90/Зеленые направил запрос федеральному правительству по поводу «противоречивой информационной политики» института по делу Финкельштейна. Институт в ответ раскритиковал отсутствие «классификации исследовательской политики.